# Herzmuscheln
Die Herzmuscheln (Cardiidae) sind eine Familie der Muscheln aus der Ordnung Cardiida. Der Name kommt von ihrem herzförmigen Querschnitt. Die ältesten Vertreter der Familie stammen aus dem Norium (Obertrias).

## Merkmale
Die Gehäuse der Herzmuscheln sind gleichklappig und klein bis mittelgroß. Die Wirbel liegen annähernd in der Gehäusemitte. Das Schloss weist auf beiden Klappen je zwei Haupt- oder Kardinalzähne auf ein vorderer und ein hinterer Seitenzahn (oder Lateralzahn) in der linken Klappe. Die Schale ist gewellt und weist zahlreiche radialstrahlige Falten auf, die rippenartig verstärkt oder mit Stacheln und Schuppen besetzt sind. Der Fuß ist abgeknickt und befähigt die Muschel zum Springen auf dem Sediment. Durch das Abknicken und plötzliche Strecken des Fußes wird die Muschel mehrere Dezimeter weit befördert. Die beiden Schließmuskeln sind beide noch entwickelt und meist annähernd gleich groß. Die Siphonen sind relativ kurz, und es ist immer eine Mantelbucht vorhanden.

## Lebensweise, Vorkommen und Verbreitung
Bedingt durch die kurzen Siphonen leben die Tiere nur flach im Sediment eingegraben. Sie bevorzugen dabei Sand- und Schlickböden vom Gezeitenbereich bis in mehrere hundert Meter Wassertiefe. Herzmuscheln ernähren sich vor allem von Plankton und Detritus. Sie sind weltweit verbreitet. Einige Arten sind an den europäischen Küsten sehr häufig und werden kommerziell ausgebeutet, wie z. B. die Gemeine Herzmuschel (Cerastoderma edule).

## Nutzung
Fast alle Herzmuschelarten sind essbar; einige Arten werden intensiv befischt. Die Schalen vieler Arten werden zudem zur Herstellung von Ziergegenständen und Spielzeug, wie Schleckmuscheln und Wundermuscheln, (früher) auch zur Gewinnung von Kalk benutzt. Im englischen Sprachraum sind sie als cockles bekannt.

## Systematik
Die Familie Cardiidae wurde von Jean-Baptiste de Lamarck 1809 als Les cardiadées aufgestellt. Da der Name bei der späteren Latinisierung Lamarck zugeschrieben wurde, gilt Lamarck auch in der neueren wissenschaftlichen Literatur als der Autor des Taxons. Die Familie wird von manchen Autoren noch unterteilt in Unterfamilien:
- Familie Herzmuscheln (Cardiidae)
  - Unterfamilie Cardiinae Lamarck, 1809, 
    - Acanthocardia Gray, 1851
      - Große Herzmuschel (Acanthocardia aculeata (Linné, 1758))
      - Stachlige Herzmuschel (Acanthocardia echinata (Linné, 1758))
      - Wenigrippige Herzmuschel (Acanthocardia paucicostata) (G. B. Sowerby II, 1841)
      - Warzige Herzmuschel (Acanthocardia tuberculata (Linné, 1758))

    - Bucardium Gray, 1853
    - Cardium Linné, 1758
    - Dinocardium Dall, 1900
    - Vepricardium Iredale, 1929

  - Unterfamilie Clinocardiinae Kafanov, 1975
    - Ciliatocardium Kafanov, 1974
      - Ciliatocardium ciliatum (Fabricius, 1780)

    - Clinocardium Keen, 1936
    - Keenocardium Kafanov, 1974
    - Serripes Gould, 1841
      - Serripes groenlandicus (Mohr, 1786)

  - Unterfamilie Fraginae Stewart, 1930
    - Americardia Stewart, 1930
    - Apiocardia Olsson, 1961
    - Corculum Bolten, 1798
    - Ctenocardia Adams, 1857
    - Fragum Bolten, 1798
    - Lunulicardia Gray, 1853
    - Microfragum Habe, 1951
    - Papillicardium Sacco, 1899
      - Papillicardium papillosum (Poli, 1791)

    - Parvicardium Monterosato, 1884
      - Dreieckige Herzmuschel (Parvicardium exiguum Gmelin, 1791)
      - Kopenhagener Herzmuschel (Parvicardium hauniense (Høpner Petersen & Russell, 1971))
      - Ovale Herzmuschel (Parvicardium pinnulatum (Conrad, 1831))
      - Weißliche Herzmuschel (Parvicardium scabrum (Philippi, 1844))

    - †Plagiocardium Cossmann, 1886
    - Trigoniocardia Dall, 1900

  - Unterfamilie Laevicardiinae Swainson, 1840
    - Frigidocardium Habe, 1951
    - Fulvia Gray, 1853
    - Keenaea Habe, 1951
    - Laevicardium Swainson, 1840
      - Flachgerippte Herzmuschel (Laevicardium crassum Gmelin, 1791)
      - Gewöhnliche Eimuschel (Laevicardium laevigatum (Linné, 1758))

    - Lophocardium Fischer, 1887
    - Lyrocardium Meek, 1876
    - Microcardium Thiele, 1934
    - Nemocardium Meek, 1876
    - Pratulum Iredale, 1924
    - Pseudofulvia Vidal & Kirkendale, 2007
    - Trifaricardium Kuroda & Habe, 1951

  - Unterfamilie Lahilliinae Finlay & Marwick, 1937 † 
    - Lahillia Cossmann, 1899 †

  - Unterfamilie Lymnocardiinae Stoliczka, 1870
    - Adacna Eichwald, 1838
    - Cerastoderma Poli, 1795
      - Gemeine Herzmuschel (Cerastoderma edule (Linné, 1758))
      - Lagunen-Herzmuschel (Cerastoderma glaucum (Poiret, 1789))

    - Didacna Eichwald, 1838
    - Hypanis Ménétries, 1832
    - Monodacna Eichwald, 1838

  - Unterfamilie Orthocardiinae Schneider, 2002
    - Afrocardium Tomlin, 1931
    - Europicardium Popov, 1977
    - Freneixicardia Schneider, 2002

  - Unterfamilie Protocardiinae Keen, 1951
    - Anechinocardium Hickman, 2015 †
    - Protocardia Beyrich, 1845 †

  - Unterfamilie Trachycardiinae Stewart, 1930
    - †Acrosterigma Dall, 1900
    - Dallocardia Stewart, 1930
    - Papyridea Swainson, 1840
    - Trachycardium Moerch, 1853
    - Vasticardium Iredale, 1927
      - Vasticardium luteomarginatum Voskuil & Onverwagt, 1991

  - Unterfamilie Riesenmuscheln (Tridacninae Lamarck, 1819)
    - Hippopus Lamarck, 1799
    - Tridacna Bruguière, 1797
      - Tridacna squamosina Sturany, 1899

  - Cardiidae indet. Unterfamilie
    - Discors Deshayes, 1858
    - Fuscocardium Oyama, 1973 †
    - Goethemia Lambiotte, 1979
      - Goethemia elegantula (Møller, 1842)

    - Hedecardium Marwick, 1944 †
    - Maoricardium Marwick, 1944

Viele Gattungen werden zudem noch in Untergattungen untergliedert, die jedoch kaum (noch) benutzt werden.

## Belege